# Großer Odermennig
Der Große Odermennig (Agrimonia procera), auch Wohlriechender Odermennig, ist eine Art in der Unterfamilie der Rosoideae. Agrimonia procera ist möglicherweise in Kultur entstanden. Früher wurde sie als Heilpflanze genutzt.

## Beschreibung und Ökologie

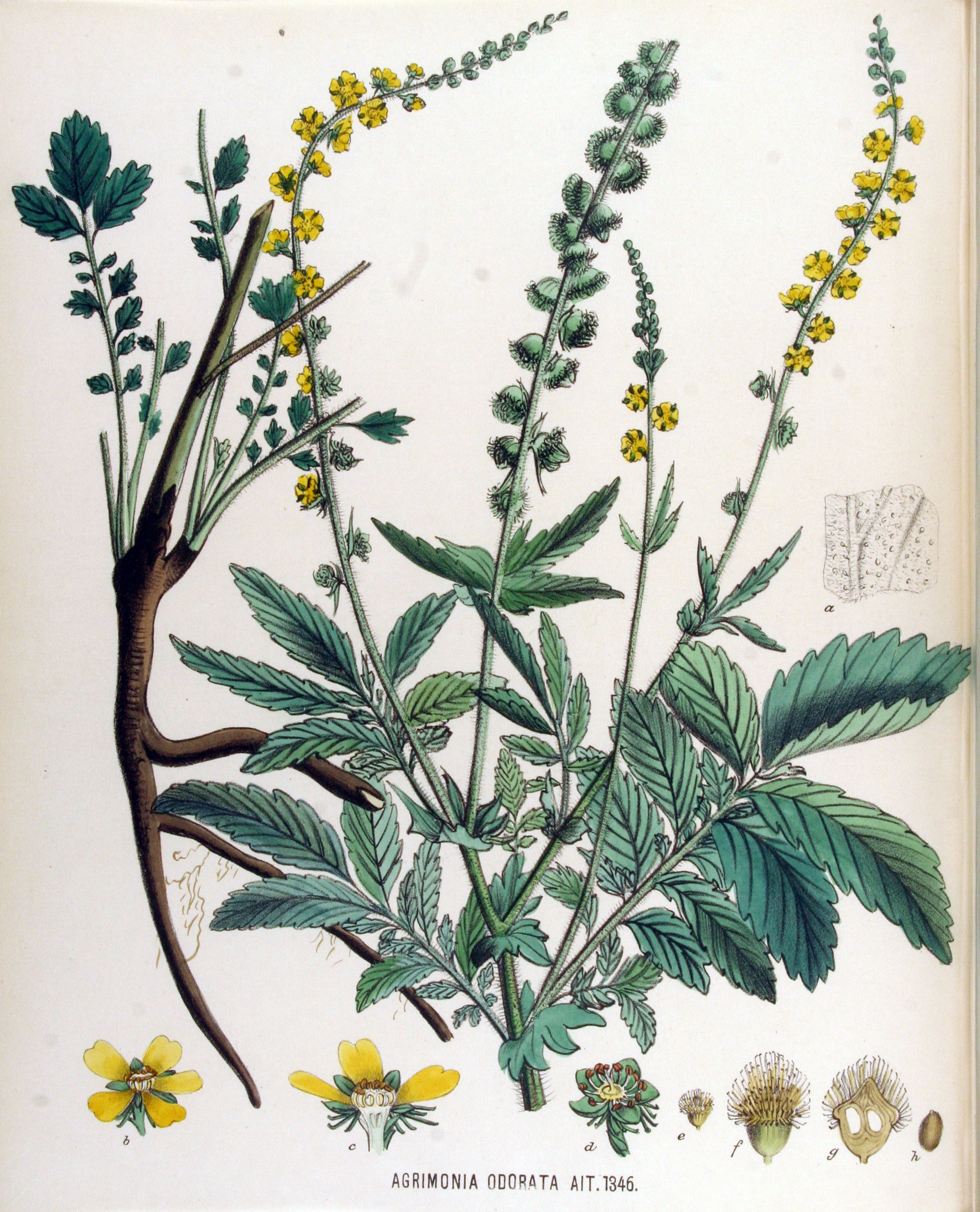
Illustration aus Flora Batava, Band 17

Der Große Odermennig ist eine sommergrüne, rosettenlose, ausdauernde krautige Pflanze (Hemikryptophyt), der Wuchshöhen von 50 bis 180 Zentimeter erreicht. Er bildet ein Rhizom aus. Die Unterseite der Laubblätter ist grün bis graugrün, schwach behaart und nie filzig. Es sind zahlreiche sitzende, aromatisch zitronenartig duftende Drüsen vorhanden. Die Kronblätter sind meist ausgerandet. Es werden glockenförmige Sammelfrüchte gebildet, deren obere Hälfte weit und seicht gefurcht bis hin zu fast ungefurcht sein kann.
Die Blütezeit reicht von Juni bis August. Es findet Insektenbestäubung oder Selbstbestäubung statt. Die Früchte werden durch Klettverbreitung ausgebreitet.
Die Chromosomenzahl beträgt 2n = 56.

## Vorkommen
Der Große Odermennig hat ein subaltlantisch-submediterranes Verbreitungsgebiet. Abgesehen von wenigen Ausnahmen in Westasien ist sein Areal auf ganz Europa beschränkt; es erstreckt sich von Mittel-, West- und Südeuropa nördlich bis Südfinnland und östlich bis zur Ukraine. Es hat dieselbe Nordgrenze wie der Gemeine Odermennig (Agrimonia eupatoria), die Art ist aber ansonsten weiter verbreitet als die letztere. In Deutschland kommt der Große Odermennig in Schleswig-Holstein verbreitet, in Baden-Württemberg, Thüringen und Sachsen selten und in den restlichen Bundesländern zerstreut vor.
Der Große Odermennig wächst an frischen Wald- und Heckenrändern, an Waldwegen und auf Ruderalstellen wie Straßenrändern, Bahnanlagen und Steinbrüchen. Er meidet Kalk. Im Allgäu und seiner Umgebung steigt er am Gipfel des Hittisbergs in Vorarlberg bis 1320 m hoch.

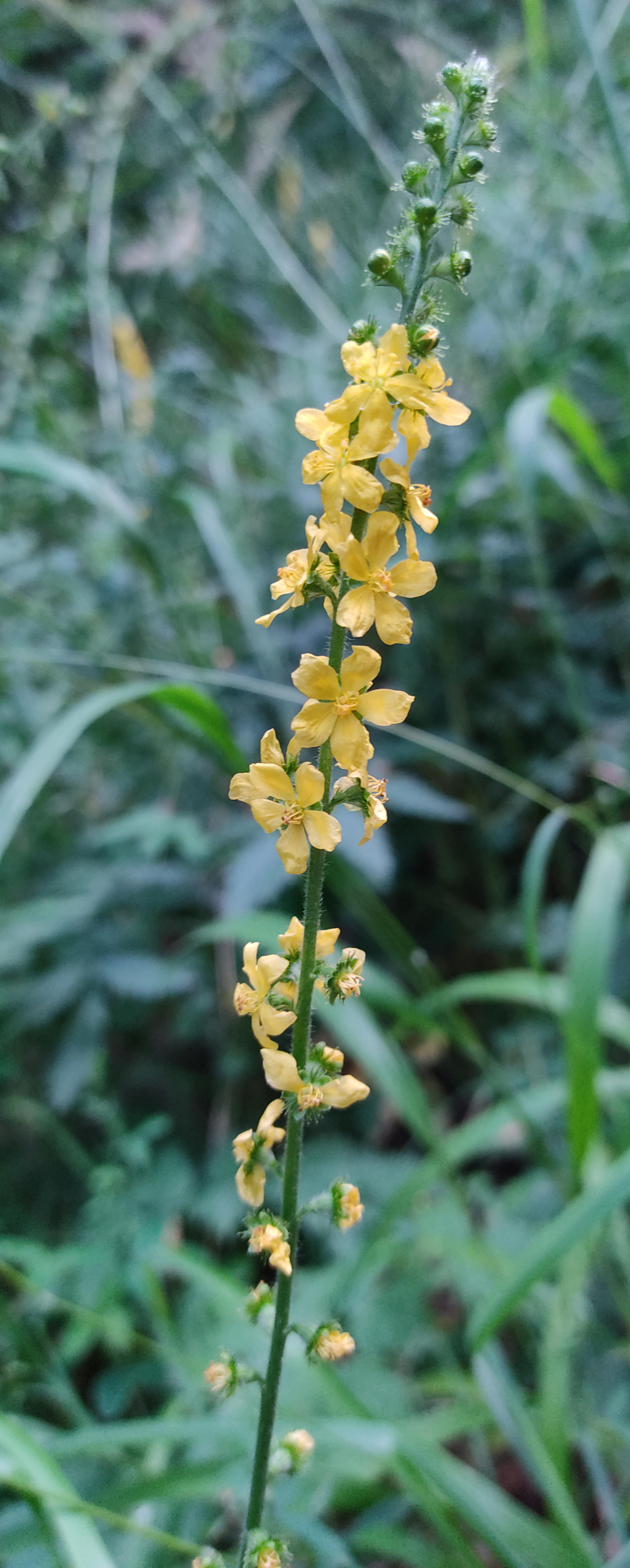
Blütenstand
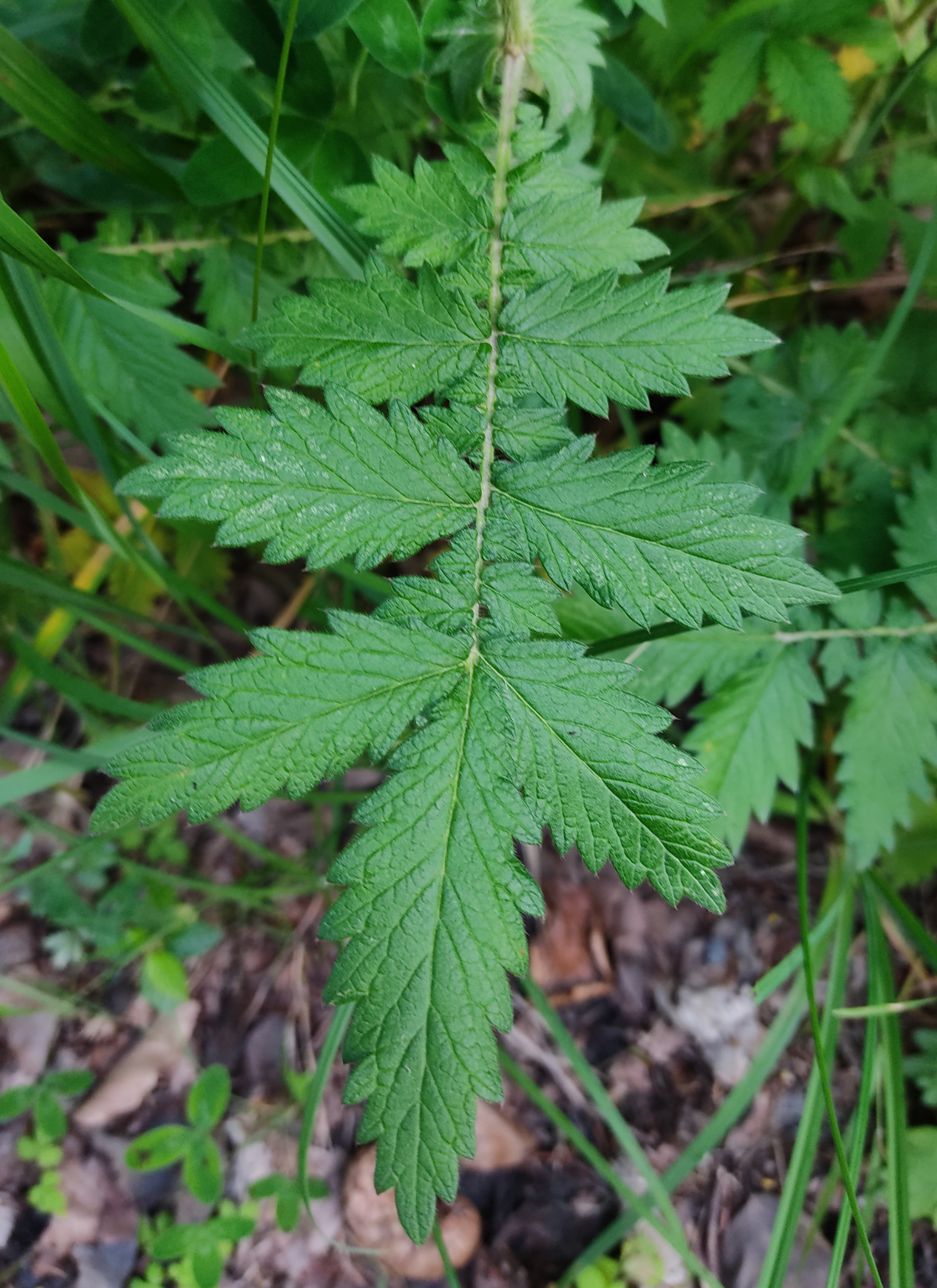
Stängelblatt
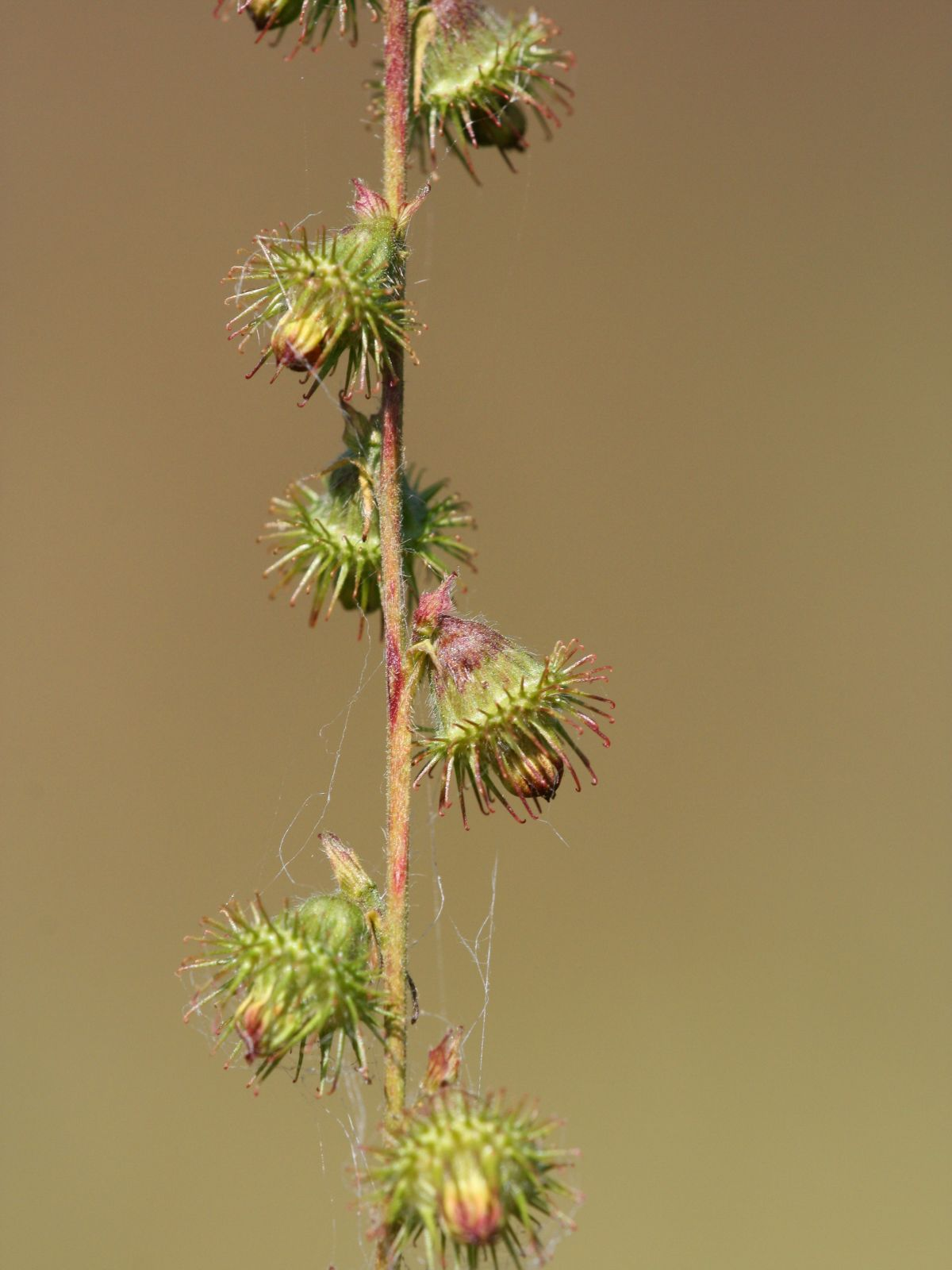
Fruchtstand
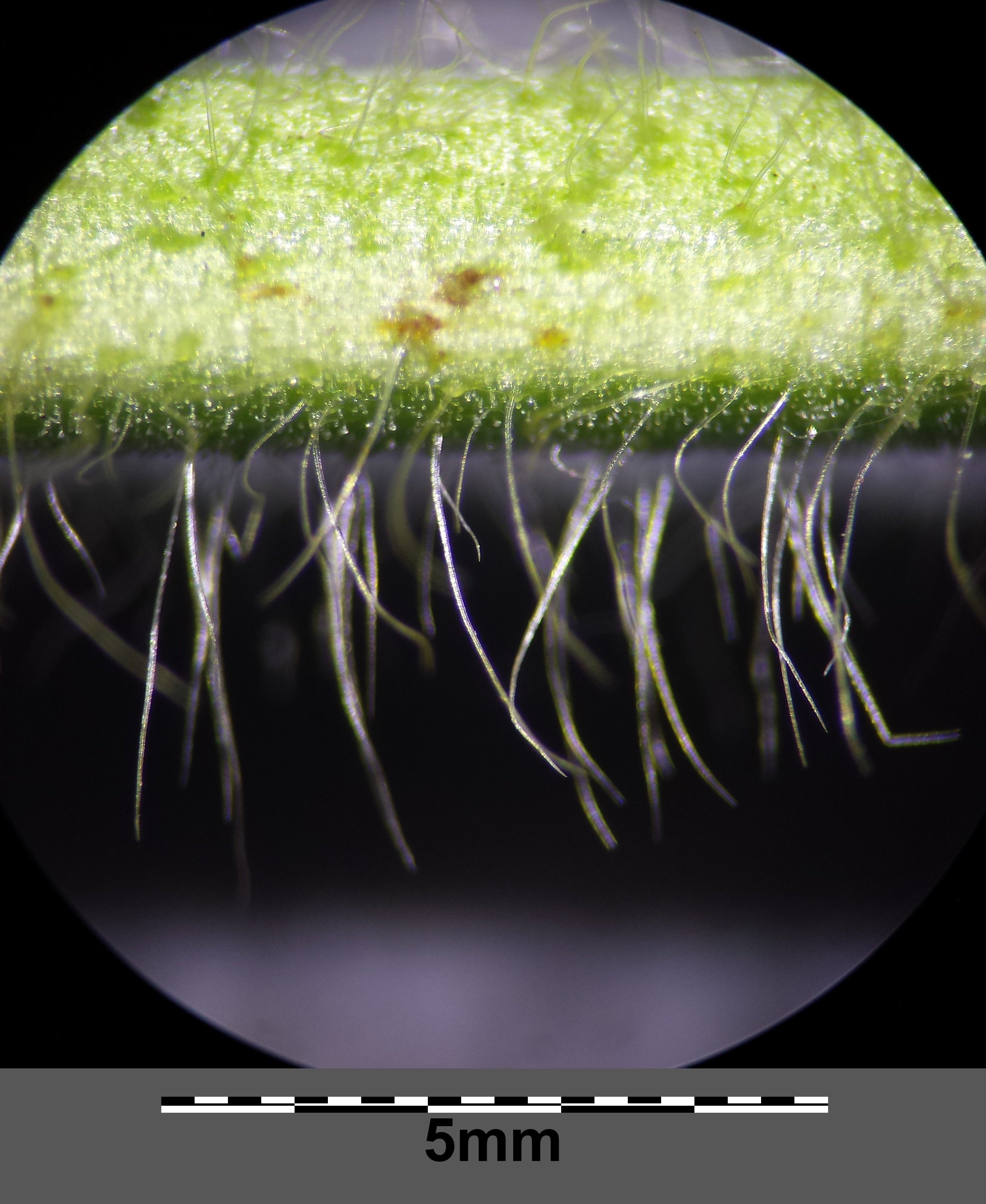
Der Stängel ist mit langen Haaren und fest sitzenden Drüsen besetzt
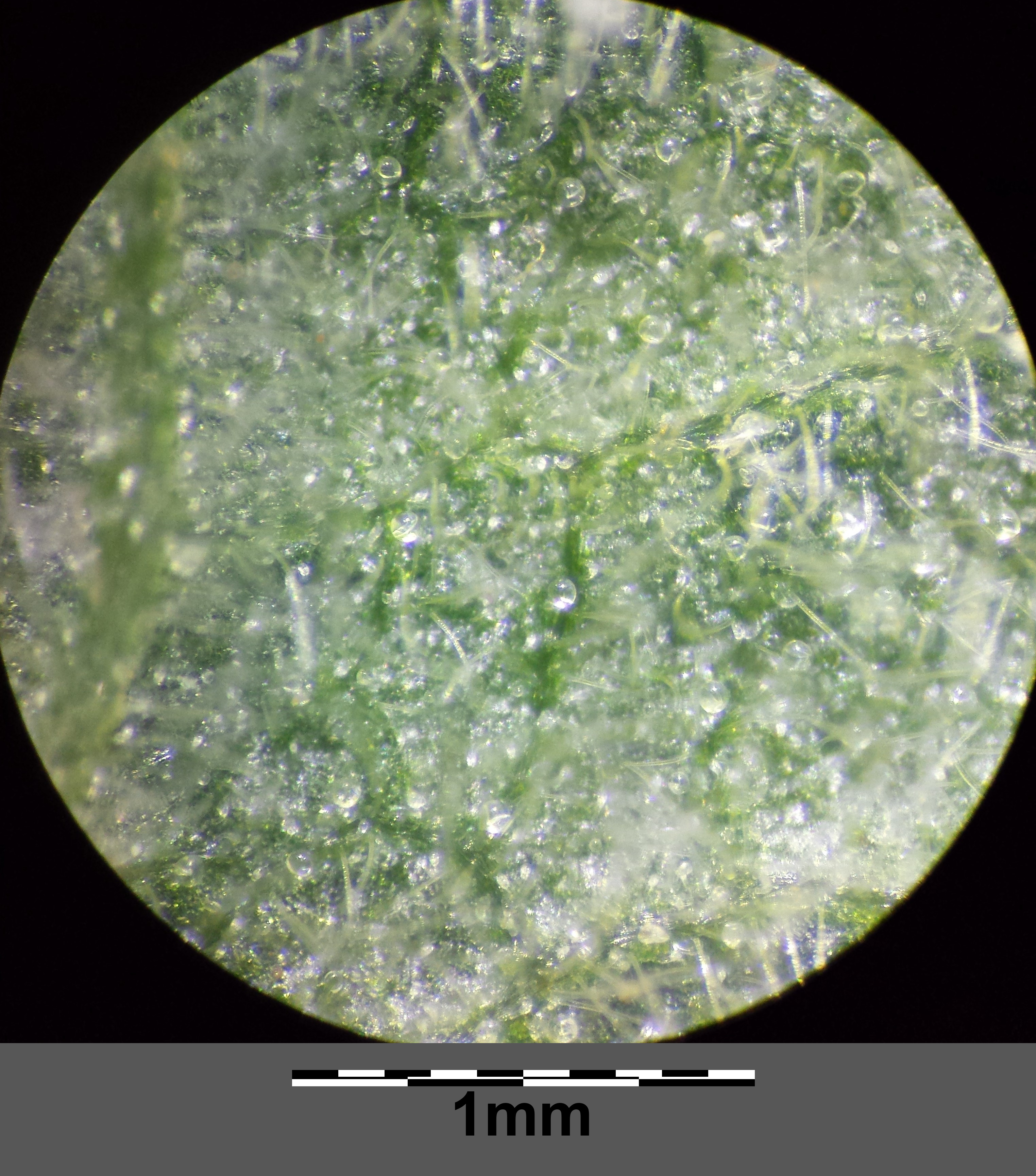
Die Laubblattunterseite ist locker behaart, mit Drüsen besetzt und daher angenehm riechend

## Taxonomie
Die Erstbeschreibung von Agrimonia procera erfolgte 1841 durch Friedrich Wilhelm Wallroth. Ein Synonym für Agrimonia procera Wallr. ist Agrimonia odorata auct. non Mill.